# یلنا گریگوریوا
یلنا گریگوریوا (انگلیسی: Yelena Grigoryeva; – ۲۱ ژوئیهٔ ۲۰۱۹) کنشگر حقوق بشر و حقوق دگرباشان جنسی اهل روسیه بود وی همچنین با الحاق کریمه به فدراسیون روسیه مخالفت کرد. وی ۲۱ ژوئیه ۲۰۱۹ در سن پترزبورگ به قتل رسید.